# شب وحشت (آلبوم)
شب وحشت (به انگلیسی: Fright Night) آلبومی از استراتوواریوس است که در مه ۱۹۸۹ منتشر شد.